# Le Drapeau noir
Pour les articles homonymes, voir Drapeau noir (homonymie).
Le Drapeau noir est un tableau du peintre belge René Magritte réalisé en 1937. Cette huile sur toile surréaliste représente en grisaille cinq étranges aéronefs en vol. Elle est conservée à la Scottish National Gallery of Modern Art, à Édimbourg, au Royaume-Uni.